# 亚瓦斯
亚瓦斯（羅馬化：Yavas；莫克沙语）是俄罗斯莫尔多瓦共和国的市级镇，属祖博瓦波利亚纳区，地处莫尔多瓦共和国西部，在区行政中心祖博瓦波利亚纳北、共和国首府萨兰斯克西北方。伏尔加河流域内瓦德河一支流亚瓦斯河从镇南侧流过。
该地2021年人口有7,560人；2010年人口7,941；2002年人口7,964；1989年人口8,345。